# عباسعلی میرزا
عباسعلی میرزا با نام کامل سید محمد عباسعلی میرزا وارث سلسله نواب در بنگال غربی هند می‌باشد.

## پیشینه
نواب بنگال، نائبان گورکانیان در بنگال و مرشدآباد بودند. با تأسیس کمپانی هند شرقی در کلکته، قدرت ایشان رو به افول گذاشت و تا حد یک امیر بی قدرت تنزل کردند.
مقارن با جنبش استقلال‌طلبی هند، ایشان به‌طور کلی معزول شدند، اما با اصلاحات آگوست ۲۰۱۴، عباس علی میرزا به عنوان سلطان نواب بنگال بازشناخته شد.

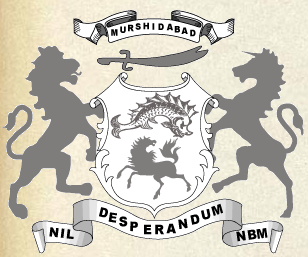
نشان سلسله نواب مرشد آباد